# Dywizja A mołdawska w piłce nożnej mężczyzn
Divizia "A" – liga będąca drugim poziomem rozgrywek piłkarskich w Mołdawii. Organizowana jest od 1992 roku przez Mołdawski Związek Piłki Nożnej. Rozgrywana jest systemem jesień – wiosna. Najlepsze drużyny awansują do Divizia Națională.

## Skład ligi w sezonie 2016/17
| Klub             | Miasto       |
| ---------------- | ------------ |
| Sfîntul Gheorghe | Suruceni     |
| Spicul           | Chișcăreni   |
| Dacia-2 Buiucani | Kiszyniów    |
| Victoria         | Bardar       |
| Sheriff-2        | Tyraspol     |
| Intersport-Aroma | Cobusca Nouă |
| Zimbru-2         | Kiszyniów    |
| Edineț           | Jedyńce      |
| Sîngerei         | Sîngerei     |
| Găgăuzia         | Komrat       |
| Iscra-Stali      | Rybnica      |
| Sparta           | Selemet      |
| Codru            | Lozova       |
| Real-Succes      | Kiszyniów    |
| Prut             | Leova        |